# Lipnica (Knić)
Pour les articles homonymes, voir Lipnica.
Lipnica (en serbe cyrillique : Липница) est un village de Serbie situé dans la municipalité de Knić, district de Šumadija. Au recensement de 2011, il comptait 463 habitants.

## Démographie

### Évolution historique de la population
| 1948 | 1953 | 1961 | 1971 | 1981 | 1991 | 2002 | 2011 |
| ---- | ---- | ---- | ---- | ---- | ---- | ---- | ---- |
| 960  | 952  | 887  | 756  | 680  | 618  | 567  | 463  |

|  |